# Chiloscyllium griseum
Chiloscyllium griseum е вид хрущялна риба от семейство Hemiscylliidae. Видът е почти застрашен от изчезване.

## Разпространение
Разпространен е в Индия, Индонезия, Китай, Малайзия, Пакистан, Папуа Нова Гвинея, Тайланд, Филипини, Шри Ланка и Япония.